# Nazionale maschile under 18 di pallacanestro del Kenya
La nazionale di pallacanestro keniota Under-18 è una selezione giovanile della nazionale keniota di pallacanestro, ed è rappresentata dai migliori giocatori di nazionalità keniota di età non superiore ai 18 anni.
Partecipa a tutte le manifestazioni internazionali giovanili di pallacanestro per nazioni gestite dalla FIBA.

## Partecipazioni

### FIBA AfroBasket Under-18
- 2006 - 9°
- 2008 - 12°